# Vertikální odpalovací zařízení MK 41
Vertikální odpalovací zařízení Mark 41 (Mark 41 Vertical Launch System – Mk 41 VLS) je americké námořní víceúčelové modulární vertikální odpalovací zařízení použitelné pro různé druhy řízených střel. Hlavním dodavatelem systému je společnost Lockheed Martin, některé hlavní komponenty a kontejnery systému vyrábí též firma BAE Systems Land & Armaments. Jde o světově nejrozšířenější systém svého druhu. K roku 2018 mají systémy Mk 41 za sebou 3 850 úspěšných odpalů. Používá je 12 námořnictev na téměř 200 válečných lodích patřících ke 20 různým třídám.

## Vývoj

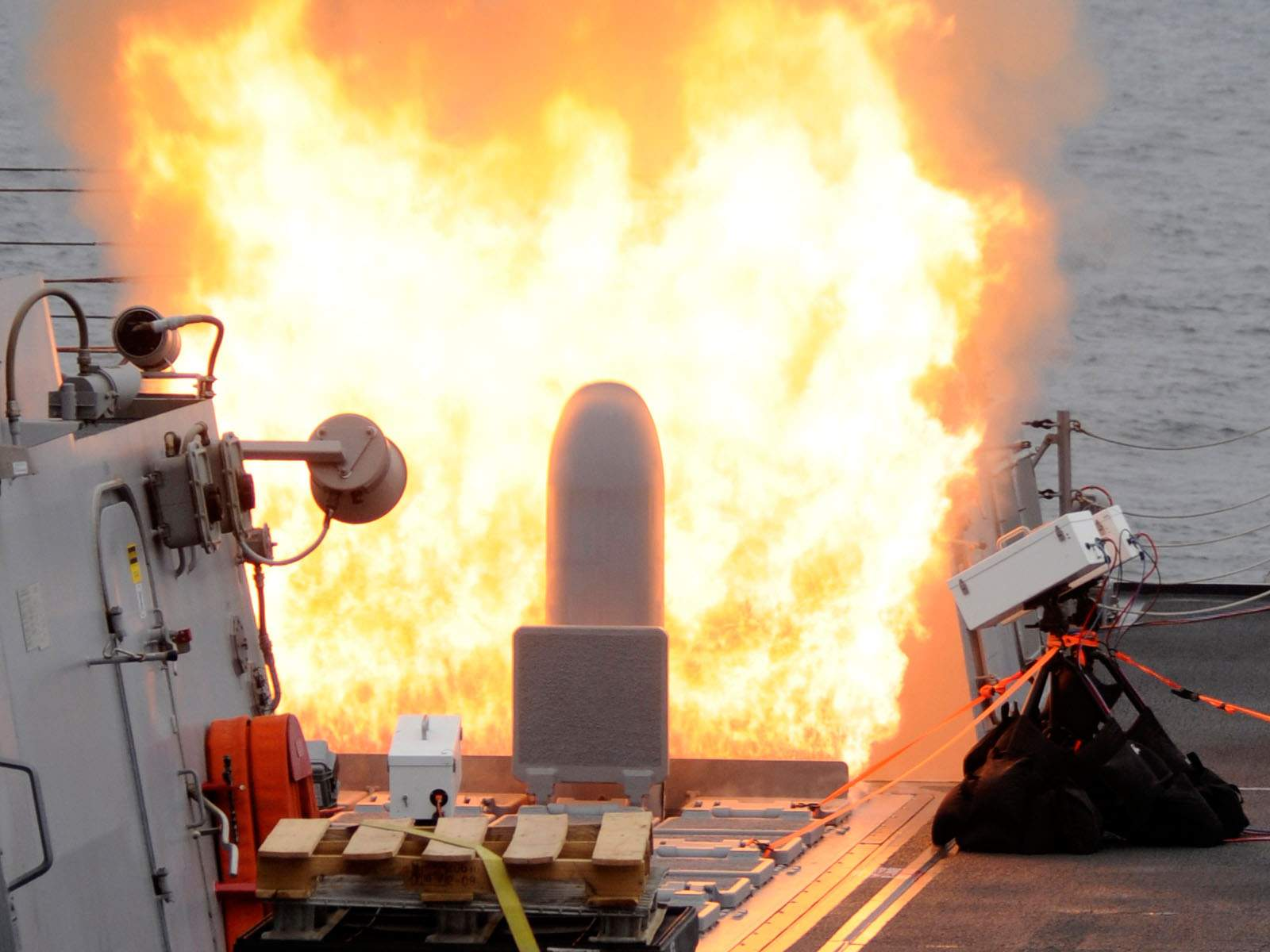
Odpal střely s plochou dráhou letu Tomahawk

Systém byl původně vyvinut pro americké válečně lodě vybavené systémem Aegis. Do služby byl zaveden v roce 1986 na palubě raketového křižníku USS Bunker Hill (CG 52). Americké námořnictvo systém doposud instalovalo na křižnících třídy Ticonderoga a torpédoborcích tříd Spruance a třídy Arleigh Burke. Celkově již bylo dodáno a objednáno více než 11 000 vertikálních odpalovacích zařízení MK 41.

## Popis

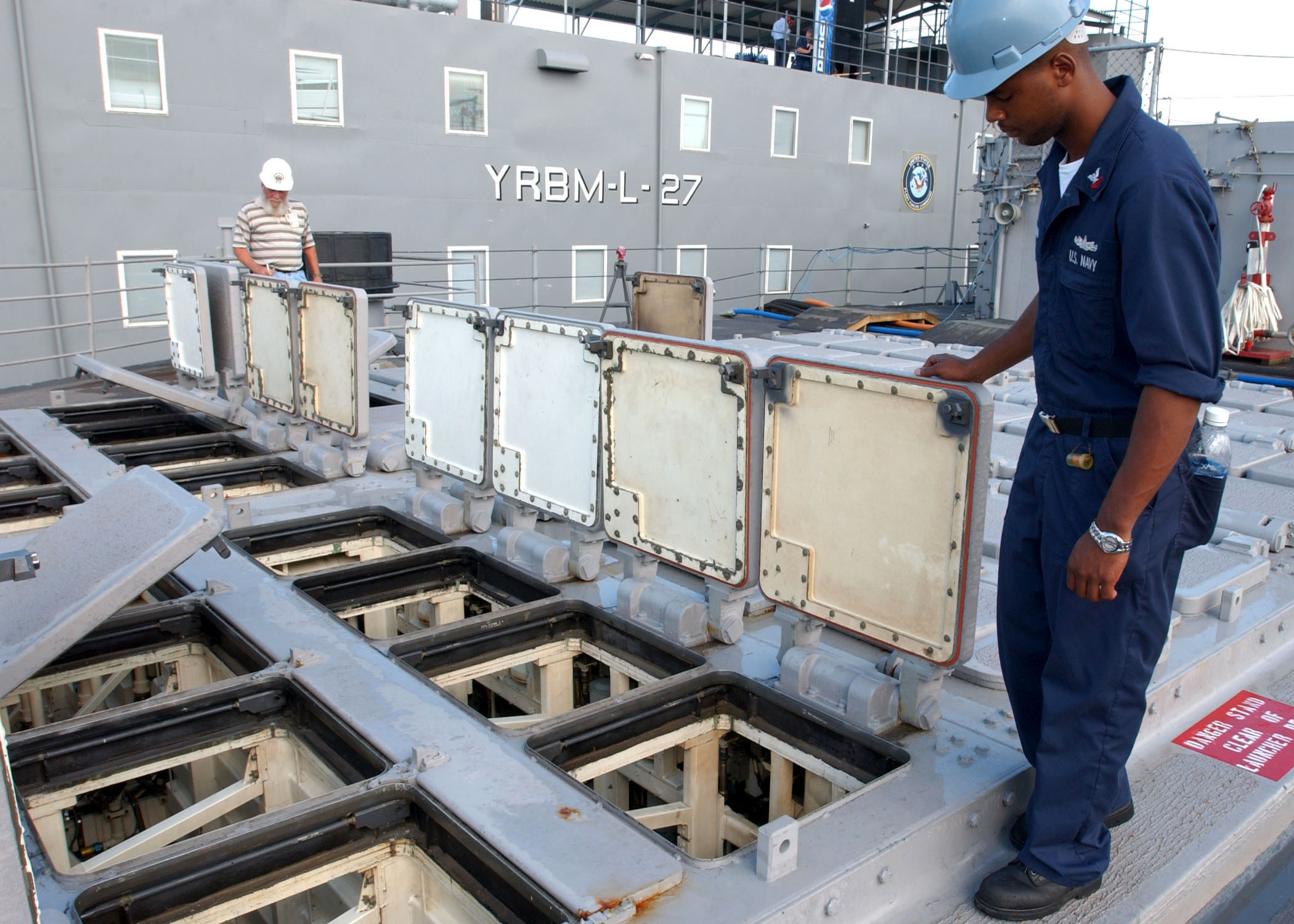
Charles Coleman provádí inspekci poklopů systému Mk.41 na raketovém křižníku USS Hue City (CG-66)

Základem vypouštěcího zařízení jsou dva osminásobné moduly, kterých bývá instalováno několik vedle sebe. Ze sila lze vypouštět řadu typů střel, například protiletadlové střely Sea Sparrow, ESSM, Standard SM-2 a Standard SM-6, protiraketové Standard SM-3, raketová torpéda VL-ASROC či střely s plochou dráhou letu Tomahawk. Vyráběny jsou přitom tři různé délky kontejnerů, lišících se spektrem použitelných střel.

## Výměna munice

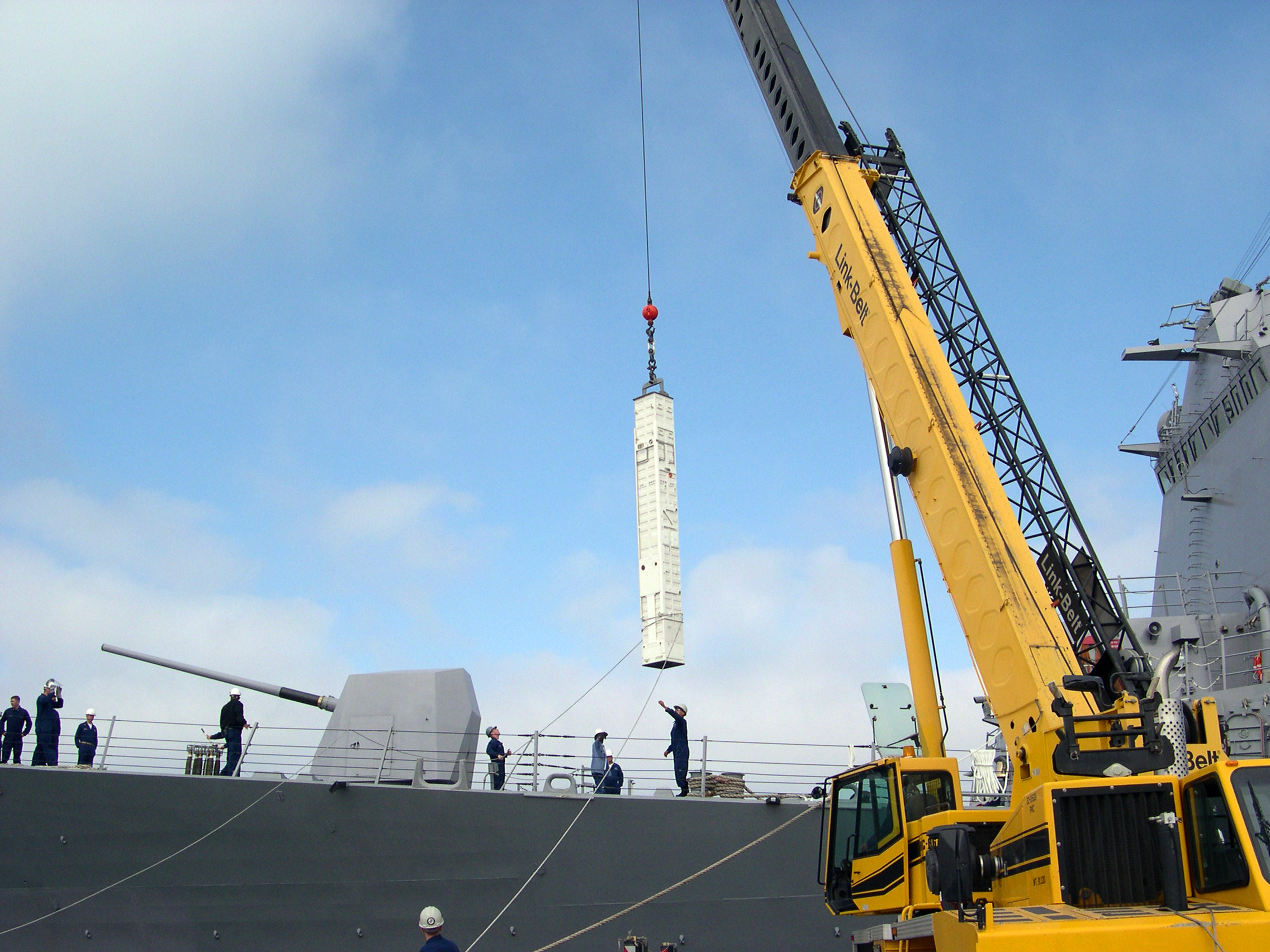
Jeřáb překládá kontejner se čtveřicí řízených střel ESSM na torpédoborec USS McCampbell (DDG-85)

Nevýhodou systému je, že kvůli přezbrojení se plavidla musí vracet do přístavů s potřebnou infrastrukturou. V roce 2019 přitom bylo zjištěno, že získání schopnosti výměny kontejnerů s výzbrojí na otevřeném moři by se například v případě války v Pacifiku rovnalo ekvivalentu dalších osmnácti torpédoborců. V roce 2024 se americké námořnictvo připravovalo na testování systému Transferrable Re-Arming Mechanism (TRAM), který by umožnil nabíjení munice do sil Mk.41 na otevřeném moři. Jinou možností je komplexnější jeřábový systém označený Large Vessel Interface Lift On/Lift Off (LVI Lo/Lo).
Existence problému se potvrdila i během nasazení amerického námořnictva za Krize v Rudém moři, která vypukla v říjnu 2023. Americké křižníky a torpédoborce musely kvůli doplnění munice na dlouhou dobu opouštět bojovou oblast. Ministr námořnictva Carlos Del Toro k tomu uvedl: „Nemůžeme si prostě dovolit ztratit dva týdny na to, aby torpédoborce, křižníky a budoucí fregaty mohly doplnit zásoby.“